# Aedes chelli
Aedes chelli är en tvåvingeart som först beskrevs av Edwards 1915.  Aedes chelli ingår i släktet Aedes och familjen stickmyggor. Inga underarter finns listade i Catalogue of Life.